# University of Providence
La University of Providence è un'università privata di indirizzo cattolico con sede a Great Falls, nello stato americano del Montana.
Le origini dell'università si ricollegano con quelle della Great Falls Junior College for Women, aperta nel 1932 da Edwin Vincent O'Hara, vescovo di Great Falls, e affidata alle Suore della Provvidenza.